# Store Glan
Store Glan är en sjö i Jönköpings kommun och Tranås kommun i Småland och ingår i Motala ströms huvudavrinningsområde. Sjön är 5,7 meter djup, har en yta på 0,334 kvadratkilometer och befinner sig 187 meter över havet.

## Delavrinningsområde
Store Glan ingår i det delavrinningsområde (643749-143063) som SMHI kallar för Mynnar i Noen. Medelhöjden är 225 meter över havet och ytan är 46,56 kvadratkilometer. Det finns inga delavrinningsområden uppströms utan avrinningsområdet är högsta punkten. Vattendraget som avvattnar avrinningsområdet har biflödesordning 4, vilket innebär att vattnet flödar genom totalt 4 vattendrag innan det når havet efter 209 kilometer. Delavrinningsområdet består mestadels av skog (73 %) och jordbruk (15 %). Avrinningsområdet har 1,32 kvadratkilometer vattenytor vilket ger det en sjöprocent på 2,8 %.